# أوكيمونو

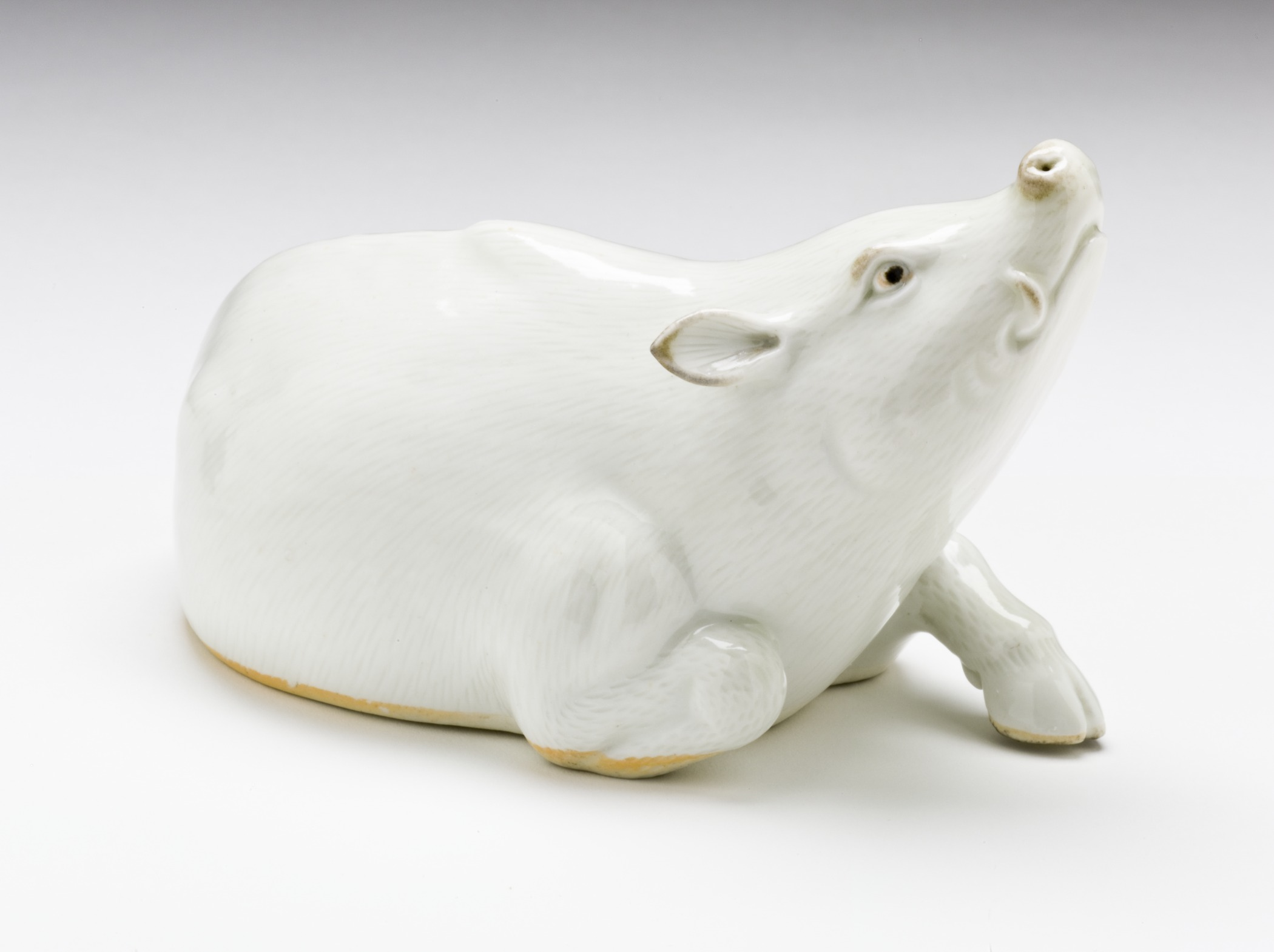
أوكيمونو لخنزير متكئ، Hirado Mikawachi من الخزف مع تزجيج واضح، فترة إيدو، القرن 19.

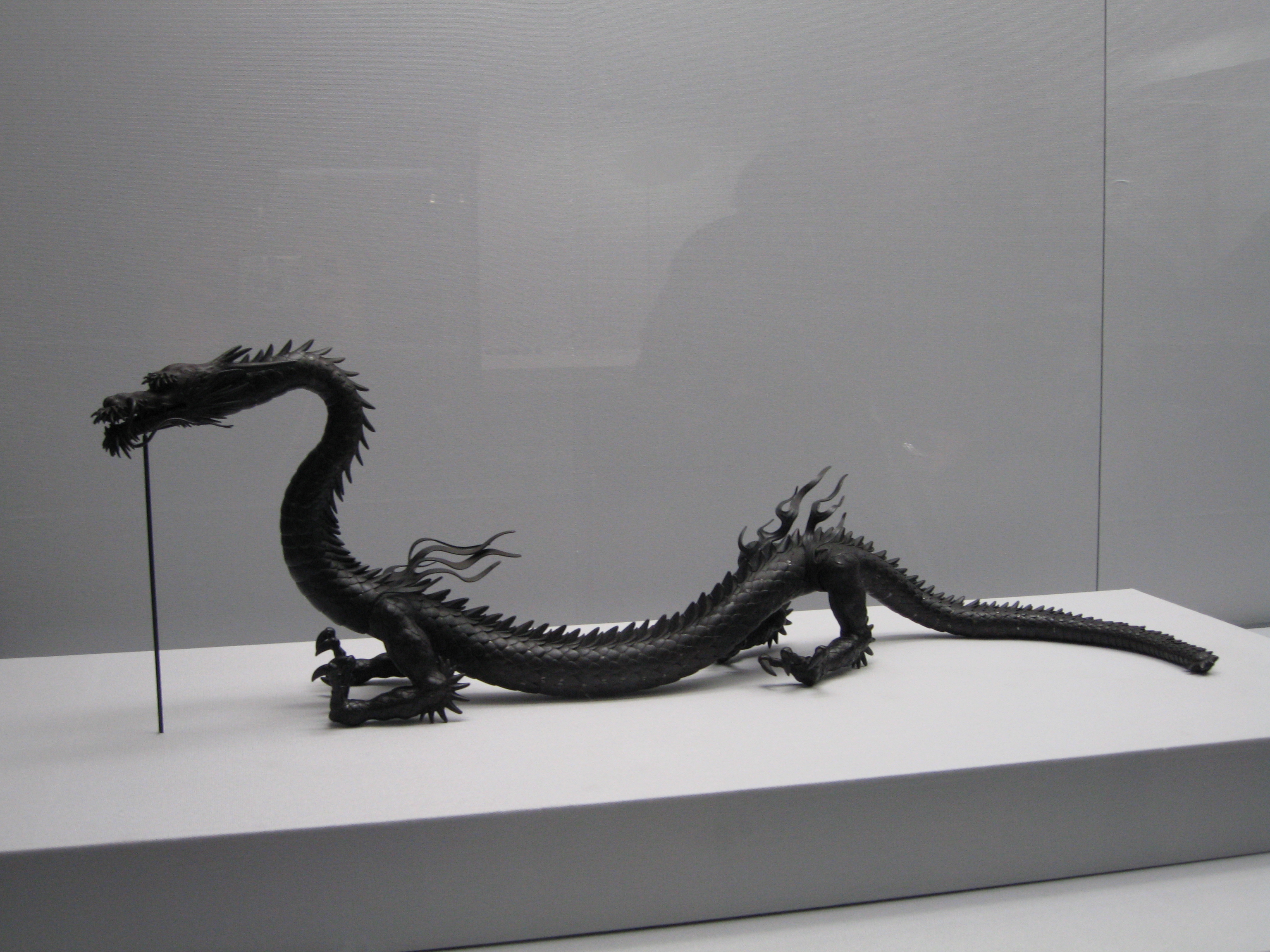
تمثال جيزاي أوكيمونو لتنين مصنوع من الحديد، بواسطة Myochin Muneaki في عام 1713.

أوكيمونو (置物 oki-mono) هو مصطلح ياباني يعني «زخرفة للعرض، قطعة فنية» يعرض عادة في التوكونوما أو المذبح المنزلي بوتسودان (仏壇 "حرفيا "المذبح البوذي).

## أصل التسمية
الكلمة اليابانية أوكيمونو من الكلمات المركبة حيثأوكو 置く تعني «وضع» ومونو 物 تعني «شيء». ويُعرِّفقاموس أوكسفورد الإنجليزي استعارةأوكيمونو على أنها «زخرفة أو شخصية قائمة، الموضوعة خاصة في غرفة الضيوف في المنزل»، وسجل استخدامها الأول من قبلويليام أندرسون في عام 1886.

## الوصف

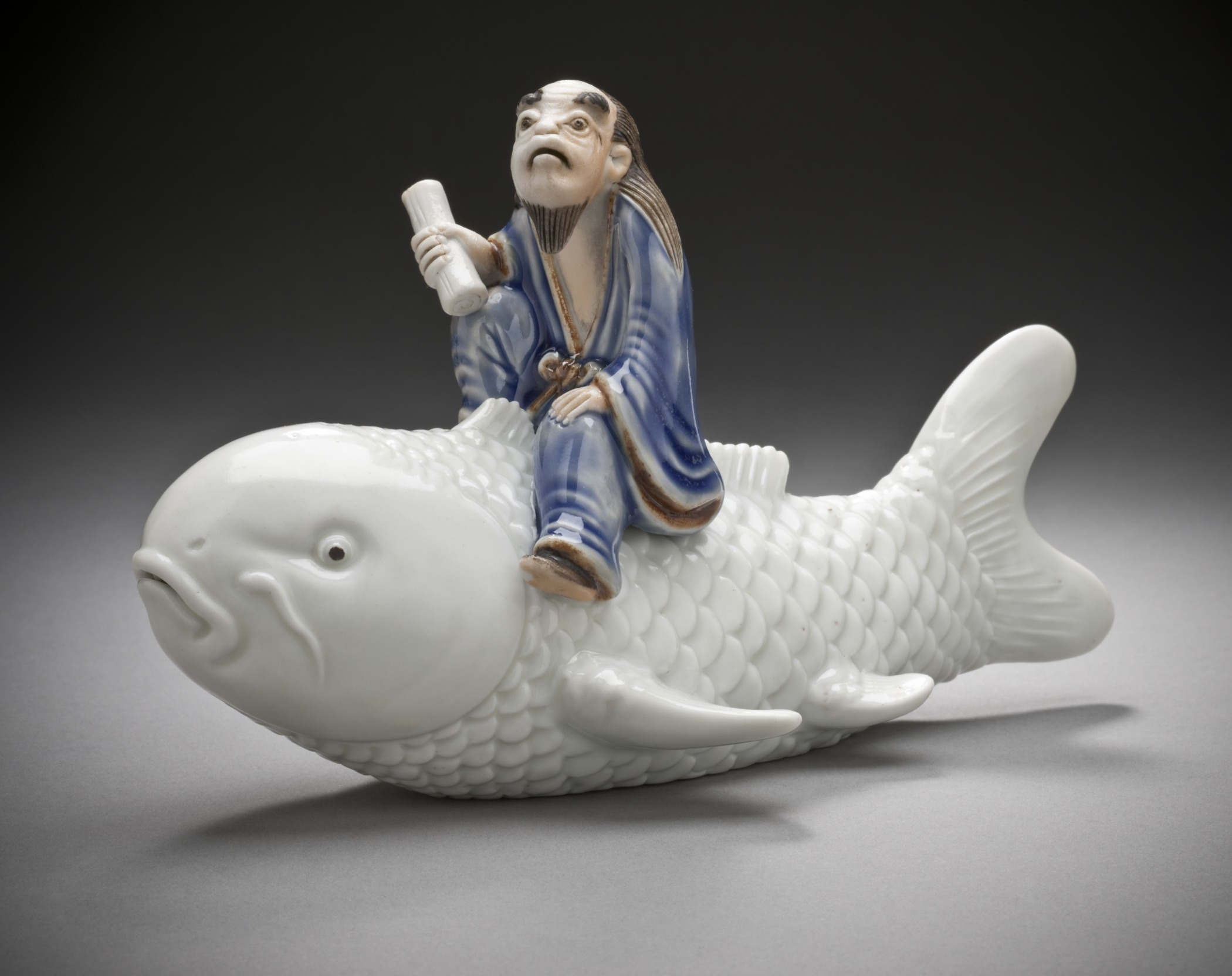
أوكيمونو من القرن التاسع عشر مع كينكو على ظهر سمكة الشبوط

قد يكونالأوكيمونو نحتًا يابانيًا صغيرًا على غرارنيتسوكي (根付) ولكنه أكبر منه. وعلى عكسالناتسوكي، الذي صنع لغرض محدد، فالأوكيمونو صنع ليتم عرضه كقطعة فنية فيالتوكونوما فقط. ويصنع من الخشب أو العاج أو السيراميك أو المعدن.
هناك فئة واحدة منالأوكيمونو هيالجيزاي أوكيمونو، وهي شخصية مفصلية غالباً ما تكون مصنوعة من البرونز أو الحديد.
لم يكن الأوكيمونو عادة أكبر من بضعة سنتيمترات. حيث صوّر جميع أنواع الحيوانات والوحوش الأسطورية والبشر والآلهة والفواكه والخضروات والأشياء، مجتمعة في بعض الأحيان مع بعضها البعض، في وضعيات شتى. وفي بعض الأحيان يتم تمثيل بعض المناظر أيضًا، وقد تكون مشهدًا يوميًا أو مشهدا من قصة ما.
يمكن استخدام أي شيء في الأوكيمونو يمكن نحته أو تحويله إلى جسم صغير. بعضها استُلهم من مجموعة من الأشياء وكان من المفترض أن تظهر معًا كمجموعة.

## التاريخ
خلال فترة ميجي، تم تصنيع العديد منالأوكيمونو للتصدير إلى الغرب. وكان يامادا سوبي (1871-1916) أحد الفنانين الأكثر شهرة في مجال الأعمال المعدنية، حيث صنع قطعًا عدة من الأوكيمونو من قطعة معدنية واحدة.

## روابط خارجية
- Netsuke: روائع من متحف متروبوليتان للفنون، وهو كتالوج معارض من متحف متروبوليتان للفنون (متاح بالكامل على الإنترنت بصيغة PDF)، ويحتوي على العديد من الأمثلة عن الأوكيمونو.
- تعريف قاموس اللغة الإنجليزية عبر الإنترنت، والمعلومات ذات الصلة، وأمثلة بصرية مختلفة.
- تماثيل أوكيمونو يابانية للبيع